# Pilar Barrera
Pilar Barrera es una actriz española con muchos años de carrera. Comenzó en televisión y teatro en el año 1974. Ha participado en múltiples películas y series como Acacias 38 o Terca vida junto a Luisa Martín y otra escuadra de actores y actrices. De 2017 a 2020 trabajó en Acacias 38 interpretando a Agustina Saavedra, y en 2019 trabajó en Derecho a soñar pero debido a su baja audiencia la serie se canceló, ambas series son (fueron) producidas por TVE.

### Filmografía
Películas
- Al límite (1997)
- Gracias por la propina (1997)
- Báilame el agua  (2000)
- Terca vida (2000)
- La piel de la tierra (2004)

Series
- Amar en tiempos revueltos como Purificación (1, 2 y 3 temporada)
- Derecho a soñar como madre
- Acacias 38 como Agustina Saavedra (3, 4 y 5 temporada)
- El Comisario

Teatro
- La visita
- Envasada
- Réquiem por un soltero
- Rueda